# Future Nostalgia
Future Nostalgia je druhé studiové album anglické zpěvačky Duy Lipy. Vyšlo 27. března 2020 ve vydavatelství Warner Records. Album je žánrem taneční pop, obsahuje hlavně prvky žánru disco a žádnou baladu. Dua se inspirovala hudbou např. Kylie Minogue, Gwen Stefani a Madonny.
Dne 12. února 2021 byla vydána rozšířená edice Future Nostalgia: The Moonlight Edition, která byla doplněna o osm dalších písní.

## Nahrávání
Dua začala pracovat na albu v lednu 2018 a dokončila ho v listopadu 2019. Nicméně během prvního roku nahrávání stále propagovala své první eponymní album na turné Self-Titled Tour a stále hledala směr, kterým se chtěla na albu vydat. Před vydáním prvního alba v červnu 2017 začala Dua uvažovat již o nápadech na druhé album.
Album vyšlo po posunutí data vydání o týden dřív v březnu roku 2020 na začátku celosvětové pandemie coronaviru. Zpěvačka doufala, že v nejisté době přinese svým posluchačům trochu radosti. A některé sloky z písní na albu se staly i populárními memy v době pandemie (viz „Don't show up, Don't come out“ - v překladu „Neukazuj se, nevycházej“ ze singlu „Don't Start Now“).
Většina alba byla nahrána v devítiměsíčním období poté, co vymyslela název alba. Pro album nahrála téměř 60 písní, včetně nevydaných spoluprací. Některé plánované spolupráce s dalšími význačnými hudebními interprety jako Ariana Grande se nerealizovaly, neboť se z důvodů příliš nabitého itineráře nemohly interpretky sejít a práci dokončit.
Na psaní písní pro album se například podílely i zpěvačky Julia Michaels a Tove Lo. Jako inspiraci pro album jmenovala zpěvačka interprety jako Jamiroquai, Moloko, Blondie a Prince, které poslouchaly její rodiče a často je tak slýchala v dětství.
K jeho názvu Dua Lipa řekla, že chce aby to bylo album, na které se mladé dívky budou zpětně dívat jako ona na alba Missundaztood od Pink nebo The Dutchess od Fergie.

## Seznam skladeb
| Pořadí | Název             | Délka |
| ------ | ----------------- | ----- |
| 1.     | Future Nostalgia  | 3:04  |
| 2.     | Don't Start Now   | 3:03  |
| 3.     | Cool              | 3:29  |
| 4.     | Physical          | 3:13  |
| 5.     | Levitating        | 3:23  |
| 6.     | Pretty Please     | 3:14  |
| 7.     | Hallucinate       | 3:28  |
| 8.     | Love Again        | 4:18  |
| 9.     | Break My Heart    | 3:41  |
| 10.    | Good in Bed       | 3:38  |
| 11.    | Boys Will Be Boys | 2:46  |

| Bonusové skladby na Future Nostalgia: The Moonlight Edition | Bonusové skladby na Future Nostalgia: The Moonlight Edition | Bonusové skladby na Future Nostalgia: The Moonlight Edition |
| Pořadí                                                      | Název                                                       | Délka                                                       |
| ----------------------------------------------------------- | ----------------------------------------------------------- | ----------------------------------------------------------- |
| 12.                                                         | Fever                                                       | 2:36                                                        |
| 13.                                                         | We're Good                                                  | 2:48                                                        |
| 14.                                                         | Prisoner                                                    | 2:49                                                        |
| 15.                                                         | If It Ain't Me                                              | 3:15                                                        |
| 16.                                                         | That Kind of Woman                                          | 3:17                                                        |
| 17.                                                         | Not My Problem                                              | 2:22                                                        |
| 18.                                                         | Levitating                                                  | 3:23                                                        |
| 19.                                                         | Un Día (One Day)                                            | 3:51                                                        |